# Maxime (humoriste)
Pour les articles homonymes, voir Maxime et Van Laer.
Maxime Van Laer, alias Maxime, est un humoriste et acteur français né à Roubaix le 18 février 1966.

## Biographie
Originaire du nord de France et de culture ch'timi, sa mère a cinq enfants,.
À l'âge de 25 ans, il commence sa carrière comme « gentil organisateur » (GO) au Club Méditerranée. Il monte son premier spectacle en 1995 et joue la même année dans le téléfilm La Guerre des moutons diffusé sur France 3, et dans des publicités (pour Quick, Microsoft). Il se fait connaître avec des sketchs comme Le Videur, Le Policier municipal ou sa parodie de Titanic.
En 1997, il est programmé tout au long de l'année au Planet Show à Lomme, tout juste inauguré, puis en 1998 tous les soirs à Lille sur la péniche du Pianiste. Le 28 octobre 1998, Laurent Boyer le reçoit dans son émission Graines de stars sur M6, dont il repart lauréat. Il sort également vainqueur de l'émission Les Coups d'humour sur TF1, en 2000,.
En 2002, Laurent Ruquier lui propose d'intégrer sa bande dans On va s'gêner, sur Europe 1, puis dans On a tout essayé sur France 2.
Il participe en avril 2004 à l’émission La Ferme Célébrités, où il concourt pour une association de lutte contre la leucémie. Il revient également avec un nouveau spectacle intitulé J’suis pas du matin en début d'année 2005.
Le 18 septembre 2007, il revient au palais des Glaces avec un nouveau spectacle intitulé Maxime en 12 rounds, après avoir effectué une tournée dans toute la France.
En 2013, il participe à la 6e édition du Gala Handicirque.
En 2019 il est invité à se produire en première partie de la tournée d'été la Provence de Julie Zenatti.

## Spectacles
- 2000 : Maxime
- 2005 : J'suis pas du matin
- 2007 : Maxime en 12 rounds
- 2015-2016 : Familles (re)composées
- 2017-2018 : Poivre et sel

## Filmographie
- 1995 : La Guerre des moutons [réf. souhaitée]
- 2006 : Léa Parker, saison 2 épisode 22 (Poison Mortel), Franz Berger
- 2023: Les mystères de l'amour

## Doublage
- 2023 : Signe astrologique : Vierge : voix additionnelles
- 2023 : Rustin : voix additionnelles
- 2024 : WondLa (en) : voix additionnelles

## Théâtre
- Le Clan des divorcées : le rôle de Brigitte
- 2016 : Portrait Craché de Thierry Lassalle, mise en scène de Thomas Le Douarec, avec Véronique Genest, Julien Cafaro, Caroline Devismes, Gaspard Leclerc (ou Nicolas Le Guen en tournée) au Palais des Glaces suivi d'une tournée en France, Belgique et Suisse, de septembre 2016 à avril 2017.